# Provinz Hitachi

Karte der japanischen Provinzen, Hitachi rot markiert

Hitachi (jap. 常陸国, Hitachi no kuni) oder Jōshū (常州) war eine der historischen Provinzen Japans. Sie grenzte an die Provinzen Iwashiro, Iwaki, Shimousa und Shimotsuke. Heute ist das Gebiet die Präfektur Ibaraki. 
Die alte Provinzhauptstadt (kokufu) und der offizielle Provinztempel lagen nahe dem heutigen Ishioka und wurden ausgegraben. Der Hauptschrein (ichi-no-miya) lag weiter östlich bei Kashima.
Im 8. Jahrhundert war sie mit 217.000 Einwohnern die bevölkerungsreichste Provinz Japans.
In der Sengoku-Zeit wurde die Provinz unter mehreren Daimyō aufgeteilt. Das wichtigste Lehen war das gleichnamige Mito, dass vom Mito-Zweig der Tokugawa-Shogunatsfamilie beherrscht wurde.